# Malcolm a Marie
Malcolm a Marie, v originále Malcolm & Marie, je černobílé romantické drama z roku 2021 režiséra a scenáristy Sama Levinsona. Hlavní role ztvárnili John David Washington a Zendaya, kteří také film produkovali. Film vypráví příběh režiséra a jeho přítelkyně, jejichž vztah se v noci po premiéře režisérova nejnovějšího filmu podrobí zkoušce. Tento projekt byl prvním hollywoodským celovečerním filmem, který byl napsán, financován a natočen během pandemie covidu-19. Natáčení probíhalo v červnu a červenci 2020.
Film byl uveden ve vybraných amerických kinech dne 29. ledna 2021. Dne 5. února 2021 byl zveřejněn na Netflixu.

## O filmu
Filmový režisér Malcolm Elliott se spolu se svou přítelkyní Marie Jonesovou vrací z premiéry jeho posledního filmu. Jejich vztah prochází zkouškou, když mluví o filmu, svých životech, filmovém průmyslu a společnosti.

## Obsazení
| John David Washington | Malcolm Elliott, režisér           |
| Zendaya               | Marie Jones, režisérova přítelkyně |

## Vznik filmu
V dřívějšku spolu režisér Levinson a Zendaya spolupracovali na seriálu Euforie, jehož natáčení muselo být kvůli pandemii covidu-19 odloženo. Levinson a Zendaya se domluvili na vzniku celovečerního filmu, který by bylo možné natočit během pandemie. Levinson představil Zendaye několik návrhů, včetně psychologického thrilleru, který by se natáčel u ní doma. Poté začal vymýšlet „vztahový film, který se odehrává v reálném čase.“ Při psaní scénáře vycházel ze své vlastní zkušenosti, kdy na premiéře svého filmu Mladí zabijáci zapomněl poděkovat své manželce Ashley Levinson. 
Washington se k projektu připojil poté, co mu Levinson po telefonu přečetl deset stránek scénáře. Film financovali Levinson se svou manželkou, Washington a Zendaya, kteří se rovněž stali producenty filmu.

### Natáčení
Poté, co filmaři získali od asociací Writers Guild of America, SAG-AFTRA a Directors Guild of America souhlas k natáčení, mohla začít produkce filmu. Hlavní natáčení probíhalo od 17. června do 2. července 2020, v domě Caterpillar House v Carmelu ve státě Kalifornie. Během natáčení se všichni členové štábu řídili opatřeními proti šíření covidu-19. Celý štáb byl dva týdny před i po natáčení v izolaci, denně se všem měřila tělesná teplota a natáčení probíhalo za přísných hygienických opatření.
Ve štábu pracovalo mnoho lidí ze seriálu Euforie, včetně kameramana Marcella Réva a vedoucího výpravy Michaela Grasleye. Washington i Zendaya měli na starost také vlastní make-up a kostýmy, protože na natáčení nepracovali žádní maskéři ani návrháři kostýmů. Na natáčení nemohlo být najednou více než 12 lidí. Produkce musela být velmi omezená také proto, aby herci i štáb mohli nebyli rušeni. Film byl natočen na černobílý 35 mm film.